# Байгекумський сільський округ
Байгеку́мський сільський округ (каз. Бәйгеқұм ауылдық округі, рос. Байгекумский сельский округ) — адміністративна одиниця у складі Шиєлійського району Кизилординської області Казахстану. Адміністративний центр та єдиний населений пункт — село Байгекум.
Населення — 2224 особи (2021; 2652 у 2009, 2235 у 1999, 2325 у 1989).
Станом на 1989 рік існувала Байгекумська сільська рада (село Байгекум).